# Virksomme Kvinder
Virksomme Kvinder er en dansk landsdækkende forening og upolitisk netværk, der henvender sig til selvstændige, iværksættere og medarbejdende kvinder. Foreningens aktive medlemmer er medlem af Håndværksrådet nu SMVdanmark med de fordele det giver. Samt gennem mange år også Kvinderådet.
Landsforeningen har 10 lokale afdelinger. Som mission beskriver foreningen "At give kvinder i selvstændigt erhverv optimale betingelser for succes og udvikling."

## historie
Foreningen er blevet grundlagt af 35 kvinder på Hotel Nyborg Strand den 11. november 1963.
Fra 1963 til 2007 hed foreningen "Dansk Håndværks Kvinder" (DHK).

## medlemsbladet
Siden maj 1969 udkommer et medlemsblad. Først hed det "Mesters kone", senere "Bladet". og efterfølgende fra 2011 bærer bladet foreningens navn og udkommer fire gange om året i 1600 eksemplarer. Fra 2018 er bladet blevet erstattet af Nyhedsbreve, der mailes til medlemmerne. 

## webside
- officiel webside

## kildehenvisninger
1. 1 2  Virksomme Kvinder, nr. 1. 2014, s. 2.
2. ↑   Ann H . Frederiksen: Damen fyldte 50 i år, i: Virksomme Kvinder, nr. 4, 2013, s. 23.
3. ↑  "Om os" Arkiveret 28. marts 2014 hos  Wayback Machine på virksommekvinder.dk
4. ↑  Virksomme Kvinder, nr. 1, 2013, s. 1.